# Withcote
Withcote – wieś w Anglii, w hrabstwie Leicestershire, w dystrykcie Harborough. Leży 22 km na wschód od miasta Leicester i 135 km na północ od Londynu.